# Брак поневоле
«Брак понево́ле» (фр. Le Mariage forcé) — одноактная театральная балетная комедия Мольера (проза) и Люлли (музыка), поставленная в Луврском дворце для короля 29 января 1664 года и в театре Пале-Рояля для публики 15 февраля 1664 г. труппой Филиппа Орлеанского, единственного брата короля.
Мольер сатирически подходит к проблемам «учёности» и философии. По сюжету 52-летний Сганарель ищет совета у самых образованных мужей города, следует ли ему жениться на молодой Доримене, но те лишь больше запутывают его, уходя от прямых ответов.

## Действующие лица
- Сганарель, 52 года.
- Жеронимо.
- Доримена, молодая кокетка, невеста Сганареля.
- Алькантор, отец Доримены.
- Альсид, брат Доримены.
- Ликаст, молодой человек, влюблённый в Доримену.
- Две цыганки.
- Панкрас — учёный, последователь Аристотеля.
- Марфуриус — учёный, последователь Пиррона.
- Лакей Доримены

## Постановки
- 1996 — Театр «Старый Дом», Екатеринбург, постановка Н. Стуликова[1][2]
- 2019 — МТЮЗ, Москва, постановка А. Плотникова